# Endergon reaktion
En endergon reaktion är en icke-spontan kemisk reaktion som kräver tillförsel av energi för att starta. Att reaktionen är icke-spontan betyder att Gibbs fria energi har ett positivt värde, d.v.s. ∆G > 0. Ett exempel på en endergon reaktion är då vatten uppspjälkas i väte och syre med hjälp av en elektrisk ström. Motsatsen till endergona reaktioner är exergona reaktioner.